# Zusatztatsache
Zusatztatsachen sind Informationen, die ein Gerichtssachverständiger im Rahmen einer Beweisaufnahme ermittelt, ohne dass es für ihre Wahrnehmung auf seine besonderen Fachkenntnisse ankommt und ohne dass sie seinen Gutachterauftrag betreffen.
In einem Gerichtsgutachten stellt ein Gerichtssachverständiger die Befundtatsachen sowie die Methode ihrer Ermittlung dar. Zusatztatsachen lässt er im Gutachten unerwähnt. Über Zusatztatsachen muss ein Sachverständiger als Zeuge vernommen werden (so genannter „sachverständiger Zeuge“), der Sachverständigeneid (§ 79 Abs. 2 StPO) bezieht sich nicht auf Zusatztatsachen.